# Joseph (patriarche de Moscou)
Pour les articles homonymes, voir Joseph.
Joseph Ier fut Patriarche de Moscou et de toute la Russie de 1642 à 1652
Il est né vers 1572 et décédé le 15 avril 1652 à Moscou.